# Ботанічний сад Любляни
Ботанічний сад Любляни (офіційна назва Ботанічний сад університету Любляни, словен. Botanični vrt Univerze v Ljubljani) — ботанічний сад в місті Любляна (Словенія).

## Історія
Ботанічний сад Любляни заснований у 1810 році. Є головним ботанічним садом країни і найстаршим ботанічним садом у південно-східній Європі. Його засновниками стали Франк Хладнік і французький маршал Огюст Мармон, перший генерал-губернатор Іллірійських провінцій.
Навесні 1810 почалася пересадка рослин, що вирощувалися раніше в саду ліцею. Всього було висаджено близько 2000 видів рослин з багатьох куточків Крайни, в тому числі з околиць Любляни і Ідрії, з Караванке і Альп. У церемонії відкриття ботанічного саду брав участь маршал Мармон, який посадив липу, яка до цих пір домінує серед дерев саду.
З часом ботанічний сад перетворився на центр ботанічних досліджень в Крайні. Після створення Люблянського університету в 1919 році сад став його частиною (з 1920 року), зараз ботанічний сад підпорядковується департаменту біології біотехнічного факультету.
У даний час ботанічний сад Любляни є членом міжнародної мережі ботанічних садів і співпрацює більш ніж з 270 ботанічними садами по всьому світу. У ботанічному саду на двох гектарах росте більше 4500 видів і підвидів рослин, з яких приблизно третина місцеві види, в той же час багато рослин привезені з інших країн і континентів.
10 травня 2010 на честь 200-річчя ботанічного саду Любляни в обіг випущена пам'ятна монета «200 років Ботанічному саду Любляни» номіналом 2 євро. У центрі внутрішньої частини монети зображено суцвіття хладнікії (є ендеміком Словенії та названо на честь засновника саду — Франка Хладніка): Hladnikia pastinacifolia.

## Галерея фотографій ботанічного саду Любляни

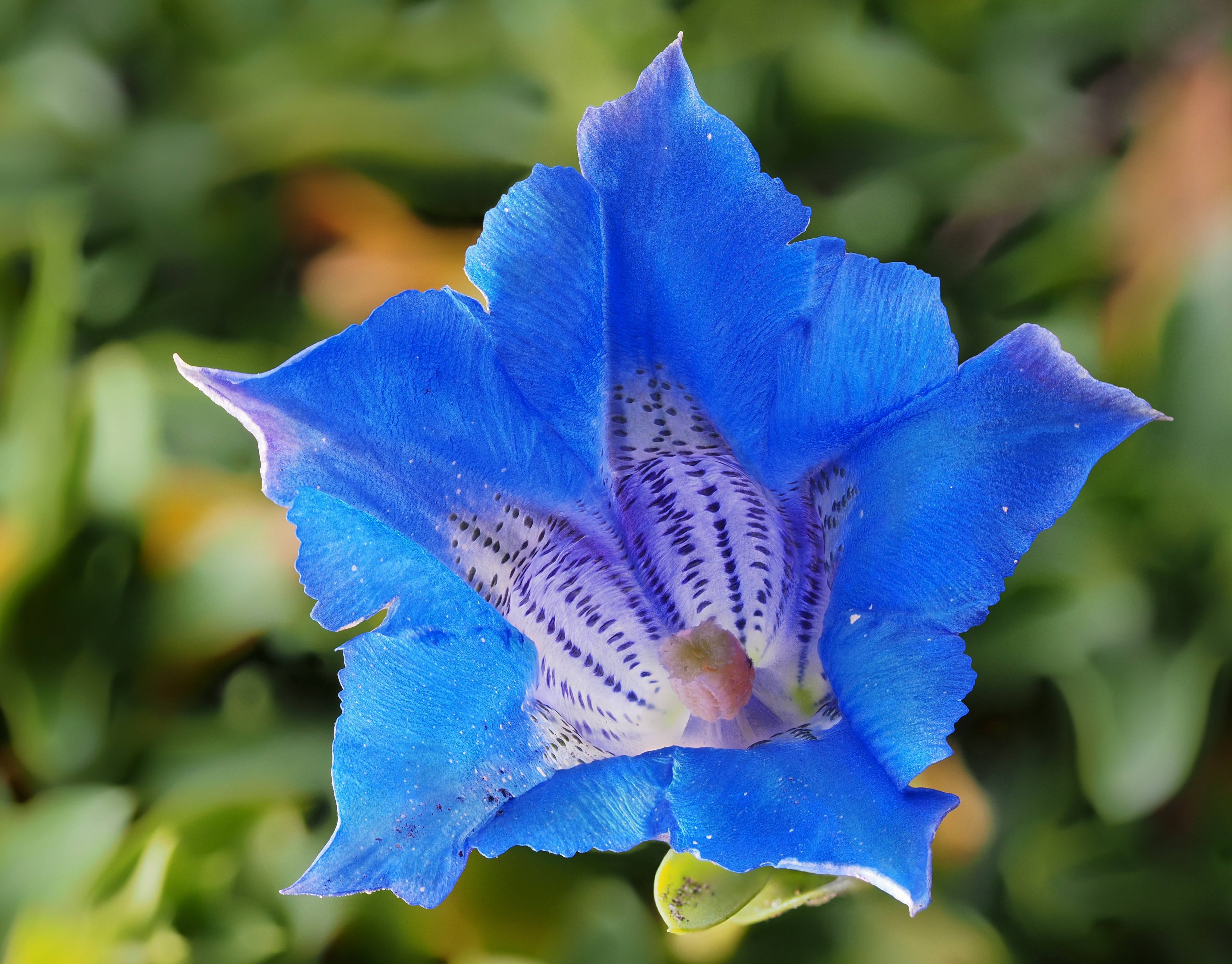
Макрофото Gentiana acaulis (тирлич безстебловий) в Люблянському ботанічному саду
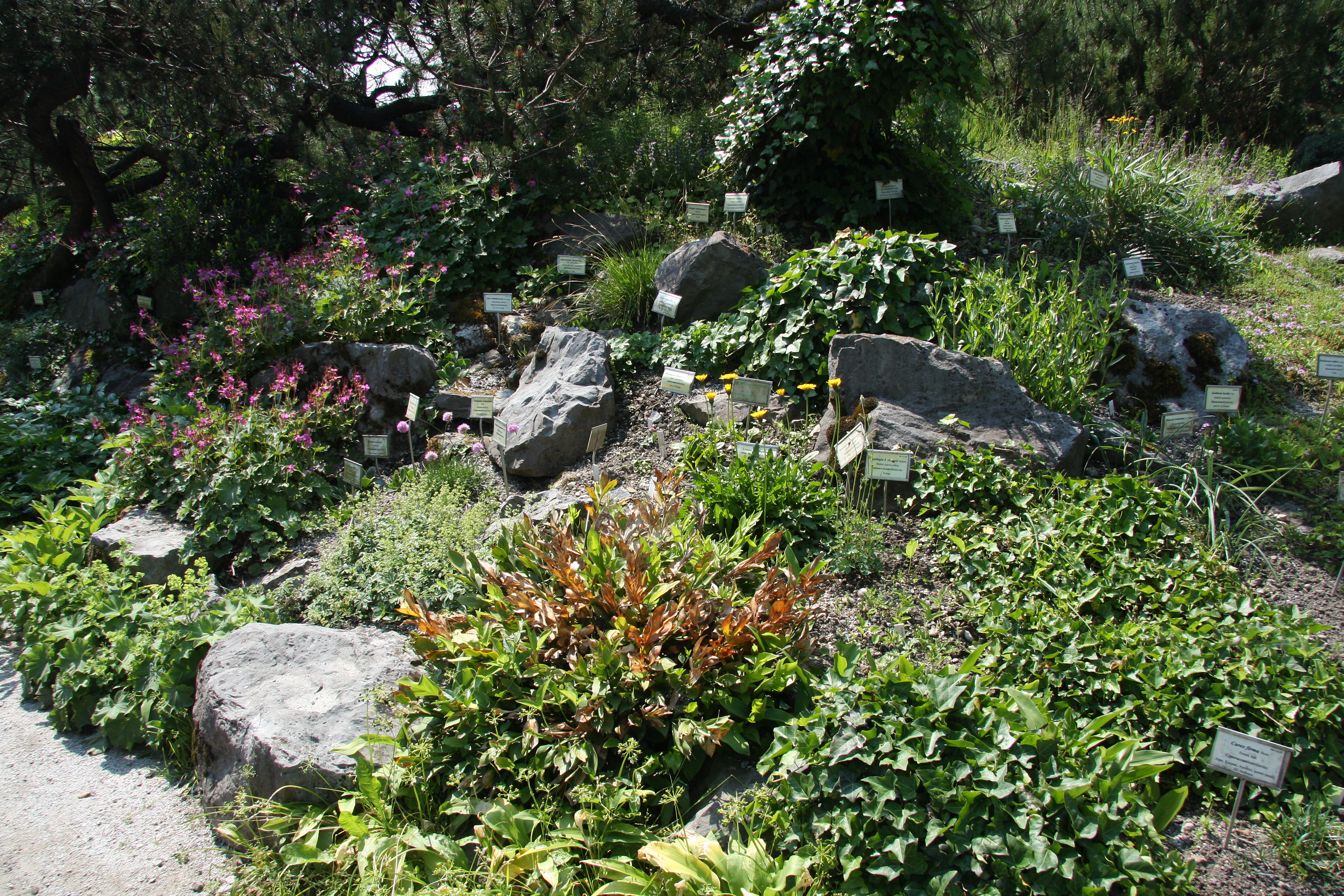
Сад каменів
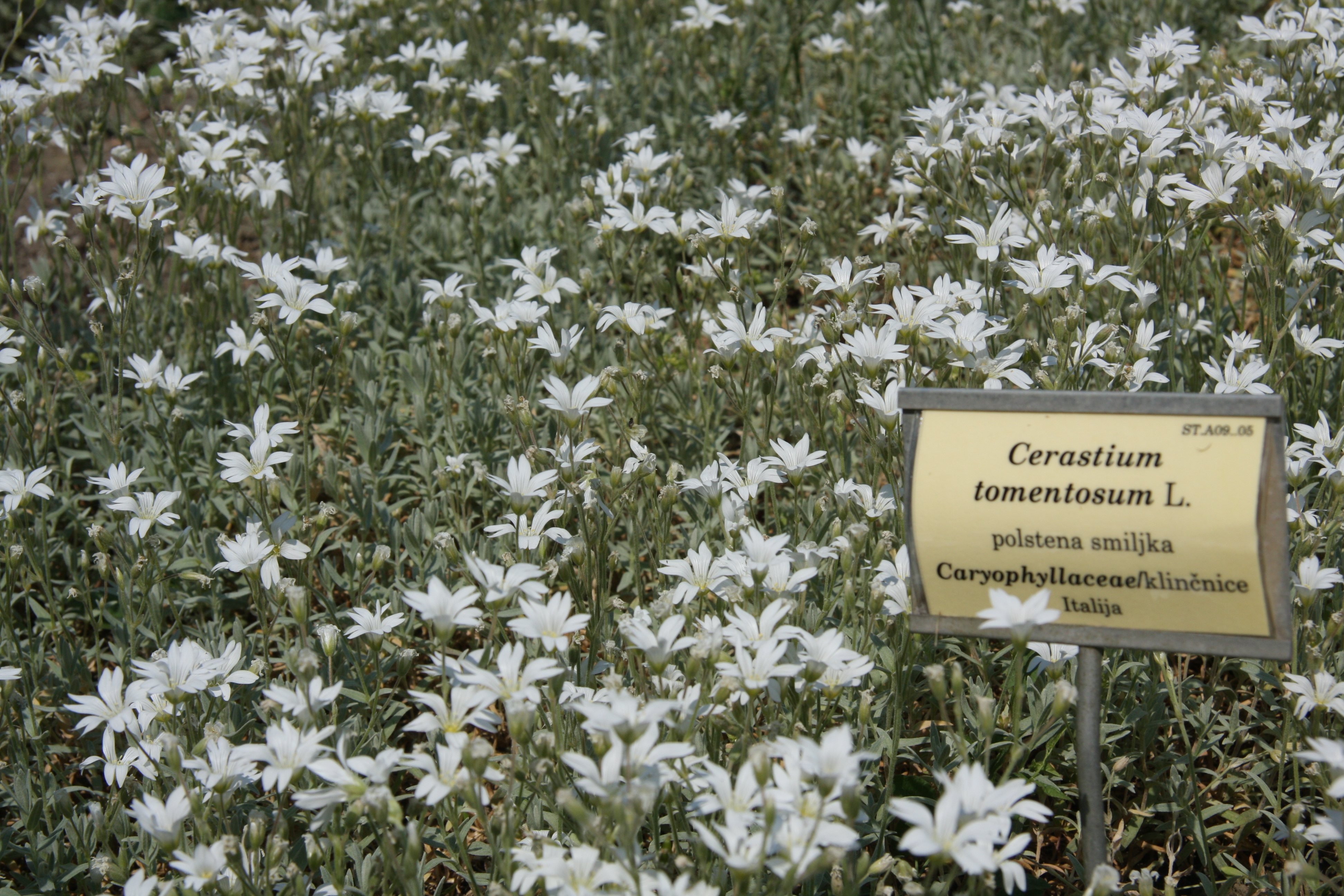
Ясколка повстяна (Cerastium tomentosum)
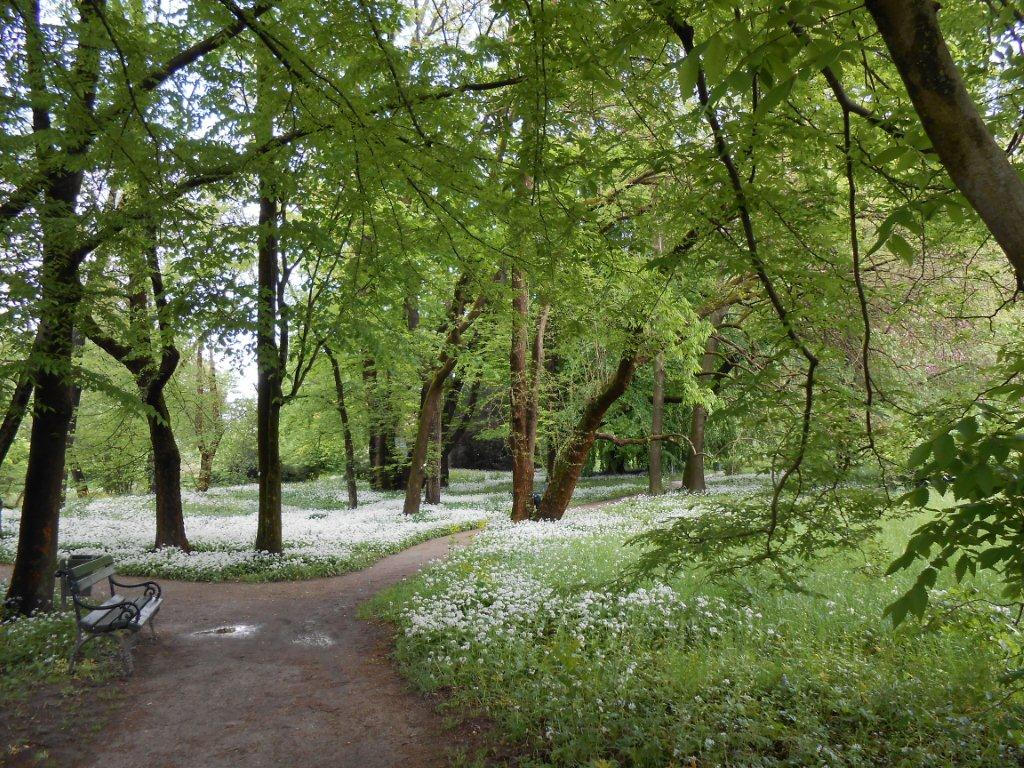
Весна в ботанічному саду
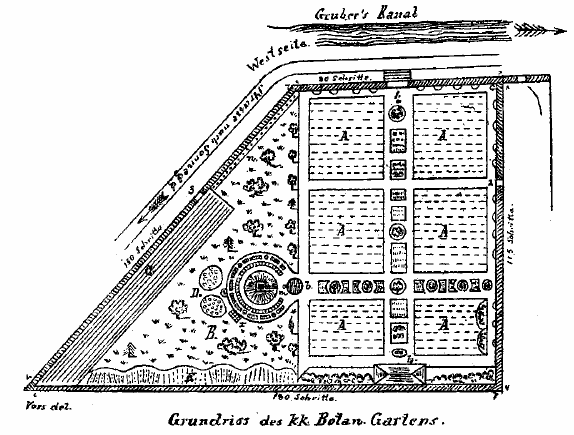
Ботанічний сад Любляни. План 1885 року
Пам'ятна монета на честь 200-річчя ботанічного саду Любляни